# Расмус Ельм
Ра́смус Ельм (швед. Rasmus Elm, нар. 17 березня 1988, Кальмар, Швеція) — шведський футболіст, півзахисник. У складі збірної Швеції був учасником Євро-2012.

## Кар'єра

### Клубна
Ранні роки своєї кар'єри Ельм провів у шведських клубах «Югансфорс» та «Еммабода», що виступали в нижчих дивізіонах країни. Його першим серйозним клубом став «Кальмар», куди шведський футболіст прийшов у січні 2005 року. За цей клуб він виступав до серпня 2009 року. За цей час півзахисник провів 96 ігор в Аллсвенскані та забив 18 голів. У 2007 році Ельм допоміг команді посісти 2 місце у чемпіонаті, здобути національний кубок та стати фіналістом Суперкубка. У сезоні 2008 він разом з командою став переможцем чемпіонату Швеції (вперше в історії клубу «Кальмар»), грав у фіналі Кубка та Суперкубка країни.
Завдяки своїй успішній грі у «Кальмарі», шведський футболіст звернув на себе увагу клубу АЗ з Нідерландів. 27 серпня 2009 року Расмус Ельм підписав чотирирічний контракт з цим клубом. Дебют півзахисника у Чемпіонаті Нідерландів відбувся 12 вересня 2009 року у зустрічі з «АДО Ден Гаг» Колишній тренер шведської збірної Ларс Лагербек називав Ельма найбільшим талантом Швеції з часів появи Златана Ібрагімовича.
У своєму першому сезоні за АЗ Ельм провів 23 матчі та забив 3 голи. У наступному сезоні 2010/11 він брав участь у 28 іграх та відзначився 5 голами. У сезоні 2011/12 Ельм зарекомендував себе як лідер команди. Особливо важко йому прийшлося після того, як з команди пішов Понтус Вернблум. Але все-таки він забив у сезоні 10 м'ячів, граючи на позиції плеймейкера, та став другим бомбардиром команди після Алтідора.
30 липня 2012 року швед підписав трирічний контракт із московським ЦСКА. 4 серпня у матчі проти санкт-петербурзького «Зеніту» Ельм дебютував у новому клубі. Перший свій гол за ЦСКА забив 21 жовтня 2012 з пенальті в матчі проти казанського «Рубіна». Расмус був двічі включений до Списку 33 найкращих гравців РФПЛ — у 2013 та 2014 роках. Незабаром після цього у гравця була виявлена невиліковна хвороба шлунка, через яку він міг у той момент навіть завершити кар'єру. 3 січня 2015 року клуб та Ельм за взаємною згодою розірвали контракт через проблеми гравця зі шлунком.
20 січня 2015 року Расмус Ельм підписав контракт до 2016 року з клубом «Кальмар», де гравець розпочинав свою кар'єру. 18 липня 2015 року вперше з'явився на полі в офіційному матчі за новий клуб, вийшовши на поле на 72-й хвилині матчу 16-го туру чемпіонату Швеції, в якому «Кальмар» приймав «Фалькенберг». Гра завершилася з рахунком 4:0 на користь «Кальмара». Після сезону 2019 року Ельм завершив кар'єру гравця і обійняв посаду помічника тренера в штабі першої команди.

### У збірній

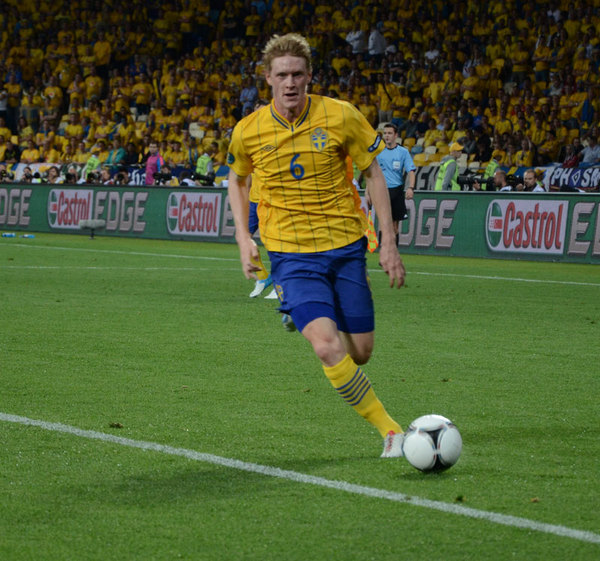
Расмус Ельм на Євро-2012.

У серпні 2007 року відбувся дебют Ельма в молодіжній збірній Швеції: гравець вийшов на заміну у матчі з ровесниками з Уельсу. До цього він виступав в юнацькій збірній своєї країни. У 2009 році швед взяв участь у молодіжному чемпіонаті Європи з футболу, де його команда програла англійцям в півфіналі у серії після матчевих пенальті. В тому ж році тренер головної збірної країни Ларс Лагербек включив півзахисника у склад команди на найближчі товариські матчі. Він дебютував за збірну у січні 2009 року, а 11 лютого забив свій перший гол у зустрічі з Австрією. Після цього футболіст став залучатися і до офіційних матчів у рамках відбірного етапу до Євро-2012.
На чемпіонаті Європи Швеція не вийшла з групи, посівши там останнє місце. Расмус грав у перших двох матчах проти України та Англії, пропустив гру проти Франції через травму, і відзначився не найкращим чином. Деякі джерела назвали його одним з розчарувань чемпіонату. Скоріш за все, це сталось через те, що не зважаючи на універсальність півзахисника, на всіх позиціях шведської збірної є більш досвідчені та успішні гравці, і тренеру збірної Еріку Гамрену було важко вирішити, де можна ефективно застосувати Ельма.
16 жовтня 2012 року він зіграв вирішальну роль у неймовірному матчі проти Німеччини (4:4), в якому шведи програвали 0:4 до 62-ї хвилини, але змогли відігратись, а нічию у тому матчі приніс саме Ельм, забивши останній гол на 91-й хвилині.
Стан здоров'я та травми також вплинули на кар'єру збірної. Свій останній матч у збірній він провів 2013 року проти Португалії в плей-оф за вихід на чемпіонат світу в Бразилії, де був замінений після половини гри. Усього за збірну він зіграв у 39 іграх і забив 4 голи.

## Особисте життя
Старші брати Расмуса також футболісти — Давід Ельм, колишній гравець англійського «Фулхему», а Віктор у червні 2012 року став одноклубником Расмуса у АЗ.

## Титули і досягнення
- Чемпіон Швеції (1):

Кальмар: 2008
- Чемпіон Росії (2):

ЦСКА (Москва): 2012–13, 2013–14
- Володар Кубка Швеції (1):

Кальмар: 2007
- Володар Кубка Росії (1):

ЦСКА (Москва): 2012–13
- Володар Суперкубка Швеції (1):

Кальмар: 2009
- Володар Суперкубка Росії (2):

ЦСКА (Москва): 2013, 2014